# Joey Cramer
Pour les articles homonymes, voir Cramer.
Joey Cramer (de son nom de naissance Deleriyes August Joe Fisher Cramer) est un acteur canadien, né le 23 août 1973, à Vancouver, Colombie-Britannique. Il est principalement connu pour avoir interprété le rôle de David Freeman dans le film de 1986 Le Vol du Navigateur.

## Filmographie partielle

### Cinéma
- 1984 : Runaway : L'Évadé du futur
- 1986 : Le Clan de la caverne des ours
- 1986 : Le Vol du Navigateur
- 1996 : Le Dernier Anniversaire (non crédité)

### Télévision
- 1986 : Arabesque (2 épisodes)
- 1987 : L'enfant au traîneau

## Distinctions

### Nominations
- Saturn Award :
  - Nommé au Saturn Award du meilleur jeune acteur 1987 (Le Vol du Navigateur)